# FFV1
FFV1 또는 FF 영상 코덱 1은 무손실 영상 코덱이다. 가변 길이 부호화 또는 산술 부호화에 모두 사용할 수 있다. 매우 다양한 픽셀 포맷을 지원한다. ffmpeg가 지원하는 대부분의 픽셀 포맷을 지원하며, 이것은 높은 비트당 픽셀과 알파채널 (ya16, yuva444p12b 등) 지원을 포함한다. 무손실 포맷과 알파채널의 특징 때문에  Lower Third나 Bug와 같은 오버레이 비디오 등을 저장하기에 알맞으며, 'Prores 4444'와 'VP9 with Alpha' 코덱의 대안으로 사용할 수 있다.  

## 같이 보기
- FFmpeg